# Bidou (jeu)
Pour les articles homonymes, voir Bidou.
 (août 2021).
Le bidou est un jeu de dés qui se joue entre deux et trois joueurs. Le but du jeu est de réaliser les meilleurs combinaisons. La partie se joue en deux manches et une "belle". D’origine très ancienne, il s'agit d'un jeu amusant à la fois par la variété de ses combinaisons et par son intérêt psychologique.

## Description

### Matériel
Il nécessite 3 dés, un cornet et des jetons.

### Combinaisons
Les combinaisons sont par ordre de valeur décroissante:
- le bidou: 2/1/1
- le bidet: 2/2/1
- le 421: 4/2/1
- le brelan de 6: 6/6/6
- les autres brelans du "5" au "1"
- les échelles: une paire de "3" plus la valeur du 3ème dé
- les fourchettes: une paire de "1" plus la valeur du 3ème dé
- les tierces: exemple: 2/3/4
- les points (34 possibilités): addition des trois dés (de 7 à 17 points).

Remarque importante: le brelan d'"as" ou de "1" est battu par toutes les combinaisons qui le précèdent, sauf la première, le "bidou" qu'il bat.

### Marche du jeu
Une partie se déroule en deux manches et une "belle" s'il y a lieu. Les deux premières manches sont semblables dans leur déroulement, mais lors de la deuxième (appelée aussi "revanche"), les joueurs ont la possibilité d'effectuer un second voire un troisième avec écart des dés à chaque lancer, si la première combinaison n'est pas satisfaisante.
- Chaque joueur reçoit un certain nombre de jetons égal en début de partie.
- Le premier joueur lance les dés (une, deux ou trois fois suivant le résultat obtenu et avec possibilité d'écart lors de la revanche et de la belle).

Puis sans montrer le résultat aux adversaires (d'où l'utilité du cornet) le joueur fixe son enjeu en posant sur la table un nombre PAIR de jetons.
- L'adversaire a alors trois possibilités :

1. il passe et reçoit en conséquence la moitié des jetons de l'enjeu.
2. il tient (ou accepte). Dans ce cas il lance les dés une, deux ou trois fois (mais pas plus que le premier joueur). S’il y a égalité (rampo), chaque joueur tire à nouveau. Le joueur qui réalise la plus faible combinaison reçoit en pénalité la totalité de l'enjeu de l'adversaire. Remarque : lorsqu'un joueur annonce le "tenu", le premier joueur peut découvrir ses dés, montrer sa combinaison et donner les dés à l'adversaire.
3. Il relance (tapis). Dans ce cas il ajoute des jetons à l'enjeu (toujours un nombre pair) et c'est au premier joueur de prendre la parole (il passe, tient ou relance).

- Puis la main passe au deuxième joueur et ainsi de suite.

Précisions: La belle se joue exactement comme la première manche, sans amélioration.
S'il y a trois joueurs, par exemple J1, J2 et J3, les choses se passent ainsi : J1 joue contre J2, qui joue contre J3, qui joue contre J1.
Le vainqueur est le premier joueur qui se débarrasse de tous ses jetons.

#### Variante courante
Il est possible d'ajouter en début de partie un pot d'un certain nombre de jetons. Les jetons que reçoit le perdant, à titre de pénalité, sont alors d'abord puisés dans le pot. Lorsque le pot est vide, ils lui sont remis par le gagnant du coup. Le joueur qui, après un certain nombre de coups, a été contraint de ramasser tous les jetons (ceux du pot et ceux de son ou de ses adversaires) a perdu la manche.
La fixation de l'enjeu peut être également impaire.